# 資訊處理
信息处理，指信息相对于观察者来说的处理、变化过程或方式。電腦的功用是將資料經過處理後變成資訊，思维是软件，大脑是硬件。它起源于第二次世界大战后的20世纪40至50年代。電腦使用指令來執行處理動作，所謂指令是告訴電腦如何執行特定工作的步驟。而將一組相關指令為共同目的而組織再一起的集合則稱為軟體。電腦通常儲存資料、資訊和指令，以供未來使用。有些人將輸入、處理、輸出和儲存這一連串的動作，合稱為資訊處理週期。現在大部份電腦都可以和其他電腦溝通。因此，通訊也已經成為資料處理週期中的要素。

## 两种类型
信息处理可以是纵向的，也可以是横向的，可以是集中式的，也可以是分散式（分布式）的。20世纪80年代中期的水平分布式处理方法以联结主义的名义开始流行。连接主网络由不同的节点组成，它通过“启动效应”起作用，当“主节点激活连接的节点”时就会发生这种情况。但“与语义网络不同，它不是具有特定含义的单个节点，而是知识以不同激活节点的组合来表示”（Goldstein，引自 Sternberg，2012 年）。

## 認知心理學領域
認知心理學中，資訊處理是指人類思考一件事情在人體內（特別是腦部）所途經的流程、迴路。
1. ↑  Shannon & Weaver 1963.
2. ↑  Sternberg 2012.